# Élections législatives de 2022 dans l'Aude
Les élections législatives françaises de 2022 se déroulent les 12 et 19 juin 2022. Dans l'Aude, trois députés sont à élire dans le cadre de trois circonscriptions.

## Résultats de l'élection présidentielle de 2022 par circonscription
| Circonscription | 1er tour | 1er tour | 1er tour | 1er tour | 1er tour  | 1er tour |         | 2d tour | 2d tour | 2d tour | 2d tour |
| Circonscription | Macron   | +/-      | Le Pen   | +/-      | Mélenchon | +/-      | Macron  | +/-     | Le Pen  | +/-     |         |
| --------------- | -------- | -------- | -------- | -------- | --------- | -------- | ------- | ------- | ------- | ------- | ------- |
| Circonscription |          |          |          |          |           |          |         |         |         |         |         |
| 1re             | 20,23 %  | 0,11     | 31,09 %  | 2,08     | 19,46 %   | 1,99     | 44,69 % | 10,08   | 55,31 % | 10,08   |         |
| 2e              | 20,78 %  | 1,5      | 31,81 %  | 1,98     | 18,89 %   | 2,32     | 44,37 % | 8,76    | 55,63 % | 8,76    |         |
| 3e              | 19,88 %  | 0,64     | 27,48 %  | 1,5      | 21,02 %   | 0,86     | 46,28 % | 11,77   | 53,72 % | 11,77   |         |

## Système électoral
Les élections législatives ont lieu au scrutin uninominal majoritaire à deux tours dans des circonscriptions uninominales.
Est élu au premier tour le candidat qui réunit la majorité absolue des suffrages exprimés et un nombre de voix au moins égal au quart (25 %) des électeurs inscrits dans la circonscription. Si aucun des candidats ne satisfait ces conditions, un second tour est organisé entre les candidats ayant réuni un nombre de voix au moins égal à un huitième des inscrits (12,5 %) ; les deux candidats arrivés en tête du premier tour se maintiennent néanmoins par défaut si un seul ou aucun d'entre eux n'a atteint ce seuil. Au second tour, le candidat arrivé en tête est déclaré élu.
Le seuil de qualification basé sur un pourcentage du total des inscrits et non des suffrages exprimés rend plus difficile l'accès au second tour lorsque l'abstention est élevée. Le système permet en revanche l'accès au second tour de plus de deux candidats si plusieurs d'entre eux franchissent le seuil de 12,5 % des inscrits. Les candidats en lice au second tour peuvent ainsi être trois, un cas de figure appelé « triangulaire ». Les second tours où s'affrontent quatre candidats, appelés « quadrangulaire » sont également possibles, mais beaucoup plus rares.

### Partis et nuances
Les résultats des élections sont publiés en France par le ministère de l'Intérieur, qui classe les partis en leur attribuant des nuances politiques. Ces dernières sont décidées par les préfets, qui les attribuent indifféremment de l'étiquette politique déclarée par les candidats, qui peut être celle d'un parti ou une candidature sans étiquette. 
En 2022, seules les coalitions Ensemble (ENS) et Nouvelle Union populaire écologique et sociale (NUPES), ainsi que le Parti radical de gauche (RDG), l'Union des démocrates et indépendants (UDI), Les Républicains (LR), le Rassemblement national (RN) et Reconquête (REC) se voient attribuer une nuance propre,,.
Tous les autres partis se voient attribuer l'une ou l'autre des nuances suivantes : DXG (divers extrême gauche), DVG (divers gauche), ECO (écologiste), REG (régionaliste), DVC (divers centre), DVD (divers droite), DSV (droite souverainiste) et DXD (divers extrême droite). Des partis comme Debout la France ou Lutte ouvrière ne disposent ainsi pas de nuance propre, et leurs résultats nationaux ne sont pas publiés séparément par le ministère, car mélangés avec d'autres partis (respectivement dans les nuances DSV et DXG),.

## Résultats

### Élus
| Circonscription | Député sortant  | Parti | Parti | Député élu ou réélu | Parti | Parti |
| --------------- | --------------- | ----- | ----- | ------------------- | ----- | ----- |
| 1re             | Danièle Hérin   |       | LREM  | Christophe Barthès  |       | RN    |
| 2e              | Alain Péréa     |       | LREM  | Frédéric Falcon     |       | RN    |
| 3e              | Mireille Robert |       | LREM  | Julien Rancoule     |       | RN    |

### Résultats à l'échelle du département

#### Résultats par coalition
| Parti et coalition                                           | Parti et coalition                                           | Parti et coalition                                | Premier tour | Premier tour | Premier tour | Second tour   | Second tour   | Second tour | Total Sièges  | +/-           |  |
| Parti et coalition                                           | Parti et coalition                                           | Parti et coalition                                | Voix         | %            | Sièges       | Voix          | %             | Sièges      | Total Sièges  | +/-           |  |
| ------------------------------------------------------------ | ------------------------------------------------------------ | ------------------------------------------------- | ------------ | ------------ | ------------ | ------------- | ------------- | ----------- | ------------- | ------------- |  |
|                                                              | Rassemblement national (RN)                                  | Rassemblement national (RN)                       | 42 075       | 29,85        | 0            | 67 358        | 53,16         | 3           | 3             | 3             |  |
|                                                              |                                                              | Parti socialiste (PS)                             | 13 620       | 9,66         | 0            | 20 734        | 16,36         | 0           | 0             | en stagnation |  |
|                                                              | La France insoumise (LFI)                                    | 12 547                                            | 8,90         | 0            | 19 894       | 15,70         | 0             | 0           | en stagnation |               |  |
|                                                              | Europe Écologie Les Verts (EELV)                             | 9 204                                             | 6,53         | 0            |              |               |               | 0           | en stagnation |               |  |
| Total Nouvelle Union populaire écologique et sociale (NUPES) | Total Nouvelle Union populaire écologique et sociale (NUPES) | 35 371                                            | 25,09        | 0            | 40 628       | 32,06         | 0             | 0           | en stagnation |               |  |
|                                                              |                                                              | La République en marche (LREM)                    | 30 926       | 21,94        | 0            | 18 724        | 14,78         | 0           | 0             | 3             |  |
| Total Ensemble (ENS)                                         | Total Ensemble (ENS)                                         | 30 926                                            | 21,94        | 0            | 18 724       | 14,78         | 0             | 0           | 3             |               |  |
|                                                              |                                                              | Les Centristes (LC)                               | 3 706        | 2,63         | 0            |               |               |             | 0             | Nv            |  |
|                                                              | Les Républicains (LR)                                        | 2 501                                             | 1,77         | 0            | 0            | en stagnation |               |             |               |               |  |
|                                                              | Union des démocrates et indépendants (UDI)                   | 1 573                                             | 1,12         | 0            | 0            | en stagnation |               |             |               |               |  |
| Total Union de la droite et du centre (UDC)                  | Total Union de la droite et du centre (UDC)                  | 7 780                                             | 5,52         | 0            | 0            | en stagnation |               |             |               |               |  |
|                                                              | Parti radical de gauche (PRG)                                | Parti radical de gauche (PRG)                     | 7 686        | 5,45         | 0            | 0             | Nv            |             |               |               |  |
|                                                              | Reconquête (REC)                                             | Reconquête (REC)                                  | 6 587        | 4,67         | 0            | 0             | Nv            |             |               |               |  |
|                                                              |                                                              | Mouvement hommes animaux nature (MHAN)            | 2 400        | 1,70         | 0            | 0             | en stagnation |             |               |               |  |
|                                                              | L'Écologie autrement (LÉA)                                   | 1 445                                             | 1,03         | 0            | 0            | Nv            |               |             |               |               |  |
| Total Tous unis pour le vivant (TUPV)                        | Total Tous unis pour le vivant (TUPV)                        | 3 845                                             | 2,73         | 0            | 0            | en stagnation |               |             |               |               |  |
|                                                              |                                                              | Debout la France (DLF)                            | 1 395        | 0,99         | 0            | 0             | en stagnation |             |               |               |  |
|                                                              | Les Patriotes (LP)                                           | 424                                               | 0,30         | 0            | 0            | Nv            |               |             |               |               |  |
| Total Union pour la France (UPF)                             | Total Union pour la France (UPF)                             | 1 819                                             | 1,29         | 0            | 0            | en stagnation |               |             |               |               |  |
|                                                              | Lutte ouvrière (LO)                                          | Lutte ouvrière (LO)                               | 1 516        | 1,08         | 0            | 0             | en stagnation |             |               |               |  |
|                                                              | Parti animaliste (PA)                                        | Parti animaliste (PA)                             | 1 444        | 1,02         | 0            | 0             | en stagnation |             |               |               |  |
|                                                              | Résistons (RES)                                              | Résistons (RES)                                   | 927          | 0,66         | 0            | 0             | en stagnation |             |               |               |  |
|                                                              | Éducation, Démocratie, Dignité (EDD)                         | Éducation, Démocratie, Dignité (EDD)              | 452          | 0,32         | 0            | 0             | Nv            |             |               |               |  |
|                                                              | Écologie au centre (ÉAC)                                     | Écologie au centre (ÉAC)                          | 324          | 0,23         | 0            | 0             | Nv            |             |               |               |  |
|                                                              | Parti communiste révolutionnaire de France (PCRF)            | Parti communiste révolutionnaire de France (PCRF) | 131          | 0,09         | 0            | 0             | en stagnation |             |               |               |  |
|                                                              | Le Peuple de France (PDF)                                    | Le Peuple de France (PDF)                         | 87           | 0,06         | 0            | 0             | Nv            |             |               |               |  |
|                                                              |                                                              |                                                   |              |              |              |               |               |             |               |               |  |
| Suffrages exprimés                                           | Suffrages exprimés                                           | Suffrages exprimés                                | 140 970      | 97,34        |              | 126 710       | 88,19         |             |               |               |  |
| Votes blancs                                                 | Votes blancs                                                 | Votes blancs                                      | 2 698        | 1,86         | 12 249       | 8,53          |               |             |               |               |  |
| Votes nuls                                                   | Votes nuls                                                   | Votes nuls                                        | 1 153        | 0,80         | 4 723        | 3,29          |               |             |               |               |  |
| Total                                                        | Total                                                        | Total                                             | 144 821      | 100          | 0            | 143 682       | 100           | 3           | 3             | en stagnation |  |
| Abstentions                                                  | Abstentions                                                  | Abstentions                                       | 136 061      | 48,44        |              | 137 233       | 48,85         |             |               |               |  |
| Inscrits/Participation                                       | Inscrits/Participation                                       | Inscrits/Participation                            | 280 882      | 51,56        | 280 915      | 51,15         |               |             |               |               |  |

#### Résultats par nuance
| Nuance                 | Nuance                                         | Nuance                 | Premier tour | Premier tour | Premier tour | Second tour | Second tour   | Second tour | Total Sièges | +/-           |  |
| Nuance                 | Nuance                                         | Nuance                 | Voix         | %            | Sièges       | Voix        | %             | Sièges      | Total Sièges | +/-           |  |
| ---------------------- | ---------------------------------------------- | ---------------------- | ------------ | ------------ | ------------ | ----------- | ------------- | ----------- | ------------ | ------------- |  |
|                        | Rassemblement national                         | RN                     | 42 075       | 29,85        | 0            | 67 358      | 53,16         | 3           | 3            | 3             |  |
|                        | Nouvelle Union populaire écologique et sociale | NUP                    | 35 371       | 25,09        | 0            | 40 628      | 32,06         | 0           | 0            | en stagnation |  |
|                        | Ensemble !                                     | ENS                    | 30 926       | 21,94        | 0            | 18 724      | 14,78         | 0           | 0            | 3             |  |
|                        | Parti radical de gauche                        | RDG                    | 7 686        | 5,45         | 0            |             |               |             | 0            | Nv            |  |
|                        | Reconquête                                     | REC                    | 6 587        | 4,67         | 0            | 0           | Nv            |             |              |               |  |
|                        | Les Républicains                               | LR                     | 6 207        | 4,40         | 0            | 0           | en stagnation |             |              |               |  |
|                        | Ecologistes                                    | ECO                    | 5 613        | 3,98         | 0            | 0           | en stagnation |             |              |               |  |
|                        | Droite souverainiste                           | DSV                    | 1 819        | 1,29         | 0            | 0           | en stagnation |             |              |               |  |
|                        | Divers extrême gauche                          | DXG                    | 1 647        | 1,17         | 0            | 0           | en stagnation |             |              |               |  |
|                        | Union des démocrates et indépendants           | UDI                    | 1 573        | 1,12         | 0            | 0           | en stagnation |             |              |               |  |
|                        | Divers                                         | DIV                    | 927          | 0,66         | 0            | 0           | en stagnation |             |              |               |  |
|                        | Divers gauche                                  | DVG                    | 452          | 0,32         | 0            | 0           | en stagnation |             |              |               |  |
|                        | Divers centre                                  | DVC                    | 87           | 0,06         | 0            | 0           | Nv            |             |              |               |  |
|                        |                                                |                        |              |              |              |             |               |             |              |               |  |
| Suffrages exprimés     | Suffrages exprimés                             | Suffrages exprimés     | 140 970      | 97,34        |              | 126 710     | 88,19         |             |              |               |  |
| Votes blancs           | Votes blancs                                   | Votes blancs           | 2 698        | 1,86         | 12 249       | 8,53        |               |             |              |               |  |
| Votes nuls             | Votes nuls                                     | Votes nuls             | 1 153        | 0,80         | 4 723        | 3,29        |               |             |              |               |  |
| Total                  | Total                                          | Total                  | 144 821      | 100          | 0            | 143 682     | 100           | 3           | 3            | en stagnation |  |
| Abstentions            | Abstentions                                    | Abstentions            | 136 061      | 48,44        |              | 137 233     | 48,85         |             |              |               |  |
| Inscrits/Participation | Inscrits/Participation                         | Inscrits/Participation | 280 882      | 51,56        | 280 915      | 51,15       |               |             |              |               |  |

### Cartes

Nuance politique des candidats arrivés en tête dans chaque commune au 1er tour.
Nuance politique des candidats arrivés en tête dans chaque commune au 2e tour.

### Résultats par circonscription

#### Première circonscription
Députée sortante : Danièle Hérin (La République en marche).
| Candidat                 | Candidat                 | Parti et coalition       | Nuance                   | Premier tour | Premier tour | Second tour | Second tour |
| Candidat                 | Candidat                 | Parti et coalition       | Nuance                   | Voix         | %            | Voix        | %           |
| ------------------------ | ------------------------ | ------------------------ | ------------------------ | ------------ | ------------ | ----------- | ----------- |
|                          | Christophe Barthès       | RN                       | RN                       | 15 871       | 32,80        | 23 914      | 53,56       |
|                          | Sophie Courrière-Calmon  | PS (NUPES)               | NUP                      | 13 620       | 28,15        | 20 734      | 46,44       |
|                          | Danièle Hérin            | LREM (ENS)               | ENS                      | 10 636       | 21,98        |             |             |
|                          | Laurent Pérez            | LR (UDC)                 | LR                       | 2 501        | 5,17         |             |             |
|                          | Axel Roulliaux           | REC                      | REC                      | 2 291        | 4,74         |             |             |
|                          | Laure-Nelly Amalric      | LÉA - BO (TUPV)          | ECO                      | 1 445        | 2,99         |             |             |
|                          | Nicole Gadrat            | LO                       | DXG                      | 737          | 1,52         |             |             |
|                          | Patricia Dandeu          | PA                       | ECO                      | 657          | 1,36         |             |             |
|                          | Gilbert Biasoli          | DLF (UPF)                | DSV                      | 623          | 1,29         |             |             |
|                          | Juliette Sikora          | RES                      | DIV                      | 0            | 0,00         |             |             |
|                          |                          |                          |                          |              |              |             |             |
| Votes valides            | Votes valides            | Votes valides            | Votes valides            | 48 381       | 97,00        | 44 648      | 88,92       |
| Votes blancs             | Votes blancs             | Votes blancs             | Votes blancs             | 1 054        | 2,11         | 3 992       | 7,95        |
| Votes nuls               | Votes nuls               | Votes nuls               | Votes nuls               | 442          | 0,89         | 1 574       | 3,13        |
| Total                    | Total                    | Total                    | Total                    | 49 877       | 100          | 50 214      | 100         |
| Abstention               | Abstention               | Abstention               | Abstention               | 48 594       | 49,35        | 48 254      | 49,00       |
| Inscrits / participation | Inscrits / participation | Inscrits / participation | Inscrits / participation | 98 471       | 50,65        | 98 468      | 51,00       |

#### Deuxième circonscription
Député sortant : Alain Péréa (La République en marche).
| Candidat                 | Candidat                 | Parti et coalition       | Nuance                   | Premier tour | Premier tour | Second tour | Second tour |
| Candidat                 | Candidat                 | Parti et coalition       | Nuance                   | Voix         | %            | Voix        | %           |
| ------------------------ | ------------------------ | ------------------------ | ------------------------ | ------------ | ------------ | ----------- | ----------- |
|                          | Frédéric Falcon          | RN                       | RN                       | 12 365       | 28,13        | 20 719      | 52,53       |
|                          | Alain Péréa              | LREM (ENS)               | ENS                      | 9 666        | 21,99        | 18 724      | 47,47       |
|                          | Viviane Thivent          | EELV (NUPES)             | NUP                      | 9 204        | 20,94        |             |             |
|                          | Quentin Estrade          | LC (UDC)                 | LR                       | 3 706        | 8,43         |             |             |
|                          | Édouard Rocher           | PRG                      | RDG                      | 3 303        | 7,52         |             |             |
|                          | Jean-François Daraud     | REC                      | REC                      | 2 015        | 4,58         |             |             |
|                          | Gérard Lenfant           | RES                      | DIV                      | 927          | 2,11         |             |             |
|                          | Valérie Montero-Valle    | MHAN (TUPV)              | ECO                      | 846          | 1,92         |             |             |
|                          | Baptiste Vasseur         | EDD                      | DVG                      | 452          | 1,03         |             |             |
|                          | Francis Thomas           | LP (UPF)                 | DSV                      | 424          | 0,96         |             |             |
|                          | Cyril Cambon             | PA                       | ECO                      | 352          | 0,80         |             |             |
|                          | Fabien Mirabile          | EAC                      | ECO                      | 324          | 0,74         |             |             |
|                          | Annette Vigier           | LO                       | DXG                      | 281          | 0,64         |             |             |
|                          | Christian Calgaro        | PDF                      | DVC                      | 87           | 0,20         |             |             |
|                          |                          |                          |                          |              |              |             |             |
| Votes valides            | Votes valides            | Votes valides            | Votes valides            | 43 952       | 98,02        | 39 443      | 90,25       |
| Votes blancs             | Votes blancs             | Votes blancs             | Votes blancs             | 643          | 1,43         | 3 102       | 7,10        |
| Votes nuls               | Votes nuls               | Votes nuls               | Votes nuls               | 245          | 0,55         | 1 160       | 2,65        |
| Total                    | Total                    | Total                    | Total                    | 44 840       | 100          | 43 705      | 100         |
| Abstention               | Abstention               | Abstention               | Abstention               | 47 787       | 51,59        | 48 947      | 52,83       |
| Inscrits / participation | Inscrits / participation | Inscrits / participation | Inscrits / participation | 92 627       | 48,41        | 92 652      | 47,17       |

#### Troisième circonscription
Députée sortante : Mireille Robert (La République en marche).
| Candidat                 | Candidat                 | Parti et coalition       | Nuance                   | Premier tour | Premier tour | Second tour | Second tour |
| Candidat                 | Candidat                 | Parti et coalition       | Nuance                   | Voix         | %            | Voix        | %           |
| ------------------------ | ------------------------ | ------------------------ | ------------------------ | ------------ | ------------ | ----------- | ----------- |
|                          | Julien Rancoule          | RN                       | RN                       | 13 839       | 28,45        | 22 725      | 53,32       |
|                          | Johanna Adda-Netter      | LFI (NUPES)              | NUP                      | 12 547       | 25,80        | 19 894      | 46,68       |
|                          | Mireille Robert          | LREM (ENS)               | ENS                      | 10 624       | 21,84        |             |             |
|                          | Aurélien Turchetto       | PRG                      | RDG                      | 4 383        | 9,01         |             |             |
|                          | Valérie Ducom            | REC                      | REC                      | 2 281        | 4,69         |             |             |
|                          | Carine Pottier           | UDI (UDC)                | UDI                      | 1 573        | 3,23         |             |             |
|                          | Jacques Cros             | MHAN (TUPV)              | ECO                      | 1 554        | 3,20         |             |             |
|                          | Martine Habert           | DLF (UPF)                | DSV                      | 772          | 1,59         |             |             |
|                          | Dominique Galonnier      | LO                       | DXG                      | 498          | 1,02         |             |             |
|                          | Pierre Martinez          | PA                       | ECO                      | 435          | 0,89         |             |             |
|                          | Michel Martin,           | PCRF                     | DXG                      | 131          | 0,27         |             |             |
|                          |                          |                          |                          |              |              |             |             |
| Votes valides            | Votes valides            | Votes valides            | Votes valides            | 48 637       | 97,07        | 42 619      | 85,64       |
| Votes blancs             | Votes blancs             | Votes blancs             | Votes blancs             | 1 001        | 2,00         | 5 155       | 10,36       |
| Votes nuls               | Votes nuls               | Votes nuls               | Votes nuls               | 466          | 0,93         | 1 989       | 4,00        |
| Total                    | Total                    | Total                    | Total                    | 50 104       | 100          | 49 763      | 100         |
| Abstention               | Abstention               | Abstention               | Abstention               | 39 680       | 44,19        | 40 032      | 44,58       |
| Inscrits / participation | Inscrits / participation | Inscrits / participation | Inscrits / participation | 89 784       | 55,81        | 89 795      | 55,42       |